# San Francisco, Teopisca
San Francisco är en ort i Mexiko.   Den ligger i kommunen Teopisca och delstaten Chiapas, i den sydöstra delen av landet, 800 km öster om huvudstaden Mexico City. San Francisco ligger 1 708 meter över havet och antalet invånare är 250.
Terrängen runt San Francisco är huvudsakligen kuperad, men den allra närmaste omgivningen är bergig. Runt San Francisco är det ganska tätbefolkat, med 104 invånare per kvadratkilometer. Närmaste större samhälle är Teopisca, 9,6 km öster om San Francisco. I omgivningarna runt San Francisco växer huvudsakligen savannskog.